# Carrock Fell
Carrock Fell är en bergstopp i Storbritannien.   Den ligger i grevskapet Cumbria och riksdelen England, i den centrala delen av landet, 400 km nordväst om huvudstaden London. Toppen på Carrock Fell är 661 meter över havet, eller 86 meter över den omgivande terrängen. Bredden vid basen är 2,1 km.
Terrängen runt Carrock Fell är kuperad västerut, men österut är den platt.Runt Carrock Fell är det ganska glesbefolkat, med 24 invånare per kvadratkilometer. Närmaste större samhälle är Penrith, 17,3 km öster om Carrock Fell. Trakten runt Carrock Fell består i huvudsak av gräsmarker.